# 2018年平昌オリンピックのドイツ選手団
2018年平昌オリンピックのドイツ選手団（2018ねんピョンチャンオリンピックのドイツせんしゅだん）は、2018年2月9日から23日まで大韓民国江原道平昌で開催された2018年平昌オリンピックのドイツ選手団、およびその競技結果。
2017年9月22日、ドイツ内務省はドイツのスポーツ報道社のSport-Informations-Dienstの取材に対して朝鮮半島の安全の確保と不参加の可能性をドイツ政府、オリンピック委員会と治安当局が適切な時期に検討すると発言している。

## メダル
| メダル | 選手名                                                                                              | 競技               | 種目                  |
| ------ | --------------------------------------------------------------------------------------------------- | ------------------ | --------------------- |
| 金     | ラウラ・ダールマイヤー                                                                              | バイアスロン       | 女子7.5kmスプリント   |
| 金     | アンドレアス・ウェリンガー                                                                          | スキージャンプ     | 男子個人ノーマルヒル  |
| 金     | アルント・パイファー                                                                                | バイアスロン       | 男子10kmスプリント    |
| 金     | ラウラ・ダールマイヤー                                                                              | バイアスロン       | 女子10kmパシュート    |
| 金     | ナタリー・ガイゼンベルガー                                                                          | リュージュ         | 女子1人乗り           |
| 金     | エリック・フレンツェル                                                                              | ノルディック複合   | 個人ノーマルヒル+10km |
| 金     | トビアス・ヴェンドル トビアス・アルト                                                               | リュージュ         | 2人乗り               |
| 金     | アリオナ・サフチェンコ ブリュノ・マッソ                                                             | フィギュアスケート | ペア                  |
| 金     | ナタリー・ガイゼンベルガー ヨハネス・ルートヴィヒ トビアス・ヴェンドル トビアス・アルト             | リュージュ         | チームリレー          |
| 金     | フランチェスコ・フリードリッヒ トルステン・マルギス                                                 | ボブスレー         | 男子2人乗り           |
| 金     | ヨハネス・ルゼック                                                                                  | ノルディック複合   | 個人ラージヒル+10km   |
| 金     | マリアマ・ヤマンカ リザ・ブックウィッツ                                                             | ボブスレー         | 女子2人乗り           |
| 金     | ヴィンツェンツ・ガイガー ファビアン・リースレ エリック・フレンツェル ヨハネス・ルゼック             | ノルディック複合   | 団体ラージヒル+4x5km  |
| 金     | フランチェスコ・フリードリッヒ キャンディ・バウアー マルティン・グロートコップ トルステン・マルギス | ボブスレー         | 男子4人乗り           |
| 銀     | カタリナ・アルトハウス                                                                              | スキージャンプ     | 女子ノーマルヒル      |
| 銀     | ダイアナ・アイトベルガー                                                                            | リュージュ         | 女子1人乗り           |
| 銀     | ジャクリーン・レリング                                                                              | スケルトン         | 女子                  |
| 銀     | アンドレアス・ウェリンガー                                                                          | スキージャンプ     | 男子個人ラージヒル    |
| 銀     | ジモン・シェンプ                                                                                    | バイアスロン       | 男子15kmマススタート  |
| 銀     | カール・ガイガー シュテファン・ライエ リヒャルト・フライターク アンドレアス・ウェリンガー           | スキージャンプ     | 男子団体ラージヒル    |
| 銀     | ファビアン・リースレ                                                                                | ノルディック複合   | 個人ラージヒル+10km   |
| 銀     | セリナ・イエルク                                                                                    | スノーボード       | 女子パラレル大回転    |
| 銀     | ニコ・ヴァルター ケビン・クスケ アレクサンダー・レーディガー エリック・フランケ                     | ボブスレー         | 男子4人乗り           |
| 銀     | アイスホッケードイツ代表                                                                            | アイスホッケー     | 男子                  |
| 銅     | ヨハネス・ルートヴィヒ                                                                              | リュージュ         | 男子1人乗り           |
| 銅     | ベネディクト・ドル                                                                                  | バイアスロン       | 男子12.5kmパシュート  |
| 銅     | トニ・エッゲルト サッシャ・ベネッケン                                                               | リュージュ         | 2人乗り               |
| 銅     | ラウラ・ダールマイヤー                                                                              | バイアスロン       | 女子15km個人          |
| 銅     | エリック・フレンツェル                                                                              | ノルディック複合   | 個人ラージヒル+10km   |
| 銅     | エリック・レッサー ベネディクト・ドル アルント・パイファー ジモン・シェンプ                         | バイアスロン       | 男子4×7.5kmリレー     |
| 銅     | ラモナ・テレジア・ホフマイスター                                                                    | スノーボード       | 女子パラレル大回転    |

## スケート

### フィギュアスケート
- 男子シングル - 1名
- ペア - 2組

## アイスホッケー
- 男子